# Downloadsnelheid
De downloadsnelheid is de snelheid waarmee een op een computernetwerk (bijvoorbeeld internet) aangesloten apparaat, zoals een pc of een smartphone, data van het netwerk kan afhalen. Deze snelheid wordt doorgaans gemeten in kilobit per seconde (kbit/s) of megabit per seconde (Mbit/s).
Eigenlijk is downloadsnelheid de verkeerde benaming omdat het gaat om de downloadcapaciteit (zie capaciteit: hoeveelheid per tijdseenheid) en niet om een afstand per tijdseenheid.

## Internet
De downloadsnelheid is afhankelijk van de connectiesnelheid van de internetprovider, van welke computer/server gedownload wordt en de drukte op het net. Zo kan de downloadsnelheid op het ene moment 72 kB/s bedragen bij een connectiesnelheid van 590 kbit/s en op een ander moment 155 kB/s bij een connectiesnelheid van 1270 kbit/s, terwijl de provider 3072 kbit/s (3,1 Mbit/s) oftewel 384 kB/s opgeeft. (Een byte bestaat uit 8 bits. Om van kbit/s naar kB/s te gaan moet er door acht gedeeld worden.)
Enkele courante waarden:
- modem: 14,4 kbit/s, 28,8 kbit/s, 56 kbit/s
- ISDN: 64 kbit/s, 128 kbit/s
- ADSL: 1 Mbit/s, 2 Mbit/s, 4 Mbit/s, 8 Mbit/s
- ADSL2+: tot 24 Mbit/s
- Coaxkabel: 5 Mbit/s, 25 Mbit/s, 30 Mbit/s, 50 Mbit/s, 60 Mbit/s, 90 Mbit/s, 120 Mbit/s, 150 Mbit/s, 200 Mbit/s, 300 Mbit/s, 500 Mbit/s
- VDSL: tot 200 Mbit/s
- Glasvezel: tot 10 Gbit/s

In servertoepassingen wordt ook vaak een verbinding gebruikt die 1 Gbit/s of zelfs 10 Gbit/s haalt.

### In Nederland
De gemiddelde downloadsnelheid loopt, net zoals in andere landen, ook in Nederland op. Van 4950 kbit/s eind 2008 tot 5362 kbit/s in het eerste kwartaal van 2009. In het tweede kwartaal van 2010 was dit nog 10,2 Mbit/s en in het derde kwartaal 14,2 Mbit/s.

### Kabelinternet
Ergens in een wijk wordt een centrum (ook wel "head end" genoemd) ingericht waar alle abonnees een lijn naartoe hebben. Op veel plaatsen is kabel internet qua stabiliteit inmiddels gelijk aan ADSL. Kabel internet providers maken gebruik van technieken waardoor zelfs heel hoge downloadsnelheden gerealiseerd kunnen worden; EuroDOCSI's-standaard (3.0), waarmee ze de snelheden van glasvezel denken te overtreffen.
Toen kabelinternet nog niet zo lang bestond, waren er momenten (vaak vroeg in de avond) dat je je als kabelinternetabonnee ging ergeren aan de gevolgen van de toegenomen drukte op internet. Als er meer gebruikers waren, dan moesten zij de bandbreedte delen en kregen zij niet altijd de maximale snelheid. Er was dan sprake van "overboeking". Die situatie bestaat bijna niet meer.

### ADSL
Een ADSL2+-verbinding heeft een theoretische downloadsnelheid tot 24 Mbit/s. Voor ADSL2 (zonder plus) is dit maximaal 12 Mbit/s. De effectieve downloadsnelheid is echter sterk afhankelijk van de afstand tussen de telefoonaansluiting en de telefooncentrale, de kwaliteit van het koper en de demping. Ook is van belang dat de modem zo dicht mogelijk op het IS/RA-punt (telefoonaansluiting in de woning) zit, en dat er vanuit het IS/RA-punt geen vertakkingen aanwezig zijn. Dit zorgt namelijk voor echo's op de lijn waardoor de kwaliteit van het ADSL2+ signaal achteruit gaat. Dit is onder andere funest voor een VoIP-verbinding (telefonie).
| Afstand tot telefooncentrale | Downloadsnelheid |
| ---------------------------- | ---------------- |
| <0,7 km                      | 24 Mbit/s        |
| <1,2 km                      | 22 Mbit/s        |
| <1,6 km                      | 20 Mbit/s        |
| <1,9 km                      | 18 Mbit/s        |
| <2,1 km                      | 16 Mbit/s        |
| <2,3 km                      | 14 Mbit/s        |
| <2,5 km                      | 12 Mbit/s        |
| <2,7 km                      | 10 Mbit/s        |
| <3,1 km                      | 8 Mbit/s         |
| <3,4 km                      | 6 Mbit/s         |
| <3,9 km                      | 4 Mbit/s         |
| <4,7 km                      | 2 Mbit/s         |
| <5,3 km                      | 1 Mbit/s         |

### VDSL2
VDSL (Very High Speed Digital Subscriber Line 2) is een technologie die gebruikmaakt van het bestaande kopernetwerk, dat origineel bedoeld was voor POTS-doeleinden. Het kan uitgerold worden vanuit een centrale (LEX) of vanuit een wijkkast (ROP) die dicht bij een woonzone staat. Dit principe wordt ook wel Fiber to the curb genoemd.
VDSL2 is de nieuwste en meest geavanceerde standaard van de DSL-breedbanddiensten. Het is ontworpen om de volledige ontplooiing van Triple Play-diensten te ondersteunen zoals spraak, data en hdtv.
Het is belangrijk dat het VDSL2-signaal afgetakt wordt op het eerste aansluitpunt waar de telefoonkabel binnenkomt. Op die plaats wordt ook een full-rate splitter geplaatst die het VDSL2-signaal scheidt van het POTS -signaal.
Standaard:
ITU G.993.2 is een ITU-standaard voor DSL die VDSL2 definieert.
Verbetering ten opzichte van ADSL:
Bij VDSL2 wordt gebruikgemaakt van frequenties tot 30 MHz terwijl bij ADSL slechts gebruik wordt gemaakt van frequenties tot 1 MHz. Door deze hogere bandbreedte is er dus een grotere data-overdracht mogelijk.
Snelheid:
ITU-T G.993.2 (VDSL2) is een verbetering tegenover G.993.1 (VDSL) die zowel symmetrische (full-duplex) als asymmetrische doorvoersnelheden toelaat tot (som van upload en download) 200 Mbit/s, daarbij gebruikmakende van een bandbreedte tot 30 MHz.
VDSL2 verzadigt zeer snel van een theoretisch maximum van 250 Mbit/s bij de 'bron' tot 100 Mbit/s tot op 0,5 km en 50 Mbit/s tot op 1 km, maar verzadigt veel trager vanaf daar en is dan nog steeds veel beter dan VDSL. Beginnende vanaf 1,6 km is de prestatie gelijk aan die van ADSL2+. Doordat VDSL2 zowel via de centrale als straatkasten verdeeld wordt tot de eindgebruiker, wordt de theoretisch maximale snelheid veel meer gehaald, dit in tegenstelling tot ADSL en ADSL2. Doordat ook gebruikgemaakt wordt van wijkkasten, en niet enkel van centrales, zoals bij ADSL en ADSL2+ het geval is, is de afstand tot de DSLAM veel korter waardoor veel hogere snelheden mogelijk zijn.
Profielen:
VDSL2 is een complex protocol. De standaard definieert een brede reikwijdte van profielen die kunnen gebruikt worden in verschillende VDSL-architecturen; in de centrale (VDSL-CO), in een straatkast (FTTC) of in een gebouw (FTTB).
| Profiel | Bandbreedte (MHz) | Aantal draaggolven | Bandbreedte per draaggolf (kHz) | Vermogen (dBm) | Max. doorvoer (Mbit/s, symmetrisch) |
| ------- | ----------------- | ------------------ | ------------------------------- | -------------- | ----------------------------------- |
| 8a      | 8,832             | 2048               | 4,3125                          | +17,5          | 50                                  |
| 8b      | 8,832             | 2048               | 4,3125                          | +20,5          | 50                                  |
| 8c      | 8,5               | 1972               | 4,3125                          | +11,5          | 50                                  |
| 8d      | 8,832             | 2048               | 4,3125                          | +14,5          | 50                                  |
| 12a     | 12                | 2783               | 4,3125                          | +14,5          | 68                                  |
| 12b     | 12                | 2783               | 4,3125                          | +14,5          | 68                                  |
| 17a     | 17,664            | 4096               | 4,3125                          | +14,5          | 100                                 |
| 30a     | 30                | 3479               | 8,625                           | +14,5          | 200                                 |

### Overboeking
Overboeking is een technische term die vooral gebruikt wordt om de kwaliteit en snelheid van internetaansluitingen te definiëren. Overboeking betekent dat de capaciteit van een internetverbinding gedeeld wordt met verscheidene gebruikers, en dat de maximumcapaciteit van die verbinding dus niet gegarandeerd is. De mate van overboeking wordt bepaald door de overboekingsfactor. De overboekingsfactor is de (maximum)snelheid van een verbinding zoals die aan een gebruiker beloofd is, gedeeld door het maximumaantal gebruikers van die verbinding. Voorbeeld: een consument heeft een internetaansluiting van 8 Mbit/s. Diezelfde verbinding wordt ook gebruikt door 19 andere consumenten die in dezelfde straat of wijk wonen en de verbinding met elkaar delen (zonder dat zij dat weten). De overboekingsfactor is in dit geval 20. Als alle 20 consumenten tegelijkertijd data ophalen van het internet dan zou de snelheid per gebruiker kunnen dalen naar 8/20 Mbit per seconde = 400 kbit/s. Internetaanbieders gaan ervan uit dat die 20 consumenten (bijna) nooit tegelijkertijd data ophalen of versturen, waardoor de gebruikers meestal een veel hogere snelheid ervaren dan het minimum.
In de praktijk wordt voor internetverbindingen voor consumenten een overboekingsfactor gehanteerd tussen de 20 en 100, afhankelijk van de kwaliteit van de internetaanbieder. Voor zakelijke gebruikers ligt de overboekingsfactor meestal tussen 1 en 20.
Overboeking kan plaatsvinden in verschillende delen van het netwerk van de internetaanbieder. Bij kabelinternet vindt overboeking plaats op de kabel van de straatkast (de eindversterker) naar het bovenliggende verdeelpunt (meestal een groepsversterker of een wijkcentrum), het stukje vanaf de tap in de eindversterker naar de klantaansluiting is niet overboekt, deze behoeft immers niet gedeeld te worden. Bij ADSL is het eerste stukje (de telefoonlijn) juist niet overboekt, maar de verbinding vanaf de telefooncentrale weer wel.